# 绵毛烟草属
绵毛烟草属（学名：Lehmannia）为唇形科的一个属。

## 下属物种
本属包括以下物种：
- 绵毛烟草 Lehmannia ocymoidea Jacq.